# 纯铝带高音
纯铝带高音是一类扬声器，其基本结构是铝带悬置于两列磁钢所构成的横向线性磁场中。铝带同时起到两个作用，音圈和振膜。通常铝带自身的阻抗很低，为了与放大器匹配，中间必需插入阻抗变换器把功放输出转化成低电压大电流信号。

## 电声特点
- 铝带振膜自身质量极轻（通常为数十毫克，约为球顶高音扬声器振动质量的五十分之一左右）。
- 具有极其优异的瞬态响应和平直的频率曲线，能够轻松还原细微的音乐信号。这是因为铝带振膜放置于线性横向磁场中，电信号流经铝带所产生的洛仑兹力直接驱动振膜。这种策动方式不存在力传导过程中的损耗与延迟。
- 由于铝带振膜受洛仑兹力的全面驱动因此工作在无分割振动状态

最新型纯铝带高音，其振膜采用耐高温复合材料三文治结构，振膜的拉伸强度得到很大程度的提高，同时耐高温复合材料使得振膜的阻尼得以加强并配合特殊的缓冲结构从根本上提高了纯铝带高音的耐用性、可靠性及对音频信号的还原能力。